# RoboCop versus The Terminator
RoboCop versus The Terminator — видеоигра в жанре платформер, разработанная компаниями Virgin Interactive (для игровой платформы Sega Mega Drive/Genesis) и Interplay (для платформ Sega Game Gear, Sega Master System, SNES) в 1993 году. Основывается на фильмах «Робокоп» и «Терминатор», а также на одноимённой серии комиксов.

## Сюжет

### Sega
Робот-полицейский Робокоп противостоит суперкомпьютеру Скайнету. Скайнет, выйдя из-под контроля учёных и развязав мировую войну, посылает в прошлое роботов-убийц — терминаторов, чтобы уничтожить Робокопа. Робокопу нужно остановить терминаторов и добраться до Скайнета.

### SNES
В будущем солдаты сил сопротивления Джона Коннора против машин проигрывают войну против Скайнета и его терминаторов. Обнаружив, что одной из основополагающих технологий для Skynet является технология кибернетики, использованная при создании офицера полиции-киборга Робокопа, Фло, солдат сопротивления, отправляется назад вовремя, чтобы уничтожить Робокопа и тем самым стереть Скайнет из линии времени. Тем не менее, Скайнет узнаёт о попытке путешествия во времени и посылает Терминаторов, чтобы остановить Фло. Робокоп вскоре встречает Фло, которая была ранена одним из терминаторов и узнав правду о плохом будущем, он должен вступить в бой с Терминаторами, с силами OCP и несколькими препятствиями.

### NES
Злая копия Робокопа и Терминаторы отправились в прошлое, чтобы убить не только Джона, но и самого Алекса Мёрфи, который стал роботом-полицейским. Настоящий Робокоп узнаёт об этом от Фло, солдата сопротивления из будущего и теперь он должен остановить и терминаторов, и Скайнет, и свою копию, пока не поздно.

## Игровой процесс
Игра представляет собой платформер с двухмерной графикой. В зависимости от уровня игровые экраны сменяются посредством вертикального («высота» уровня равна его «длине») либо горизонтального сайд-скроллинга («длина» уровня превосходит его «высоту»).
Игра состоит из десяти уровней (улицы Детройта, здания Дельта-сити, химический завод, подземная база и др.), на которых встречаются враги, полезные предметы, а также потайные комнаты и входы на секретные уровни. На большинство уровней (кроме тренировочного) предоставляется определённое задание — например, спасти заложников или уничтожить камеры слежения; за выполнение задания (например, спасение одного заложника) выдаётся бонус — пополнение линейки здоровья.
Игра отличается большим разнообразием противников. Робокопу противостоят люди наркобарона Кейна (в начале игры), солдаты, роботы, пушки и терминаторы. Враги обладают различным запасом здоровья и силой атаки. Герою не следует подходить к противникам вплотную — непосредственный контакт с врагом наносит урон здоровью.
В конце каждого уровня находится босс — один из персонажей серии вселенных «Робокоп» и «Терминатор» (например, робот ED-209, наркобарон Кейн, Т-800, Т-600 и другие) либо терминаторы и другие роботы Скайнета.

## Оценки
| Иноязычные издания | Иноязычные издания | Иноязычные издания | Иноязычные издания |
| Издание            | Оценка             | Оценка             | Оценка             |
| Издание            | Game Boy           | Mega Drive         | SNES               |
| ------------------ | ------------------ | ------------------ | ------------------ |
| AllGame            | N/A                | [ 1 ]              | N/A                |
| CVG                | N/A                | 93/100             | 88/100             |
| Nintendo Power     | 12,1/20            | N/A                | N/A                |
| Total!             | 56/100             | N/A                | N/A                |

Игра получила в основном высокие оценки критиков. Журнал GamePro оценил версию для Sega Mega Drive в 4,5 баллов из 5 возможных. Такую же оценку версии для Sega Master System выставил журнал All Game Guide. При этом журнал EGM оценил версии для Game Gear и SNES не столь высоко — 6,8 и 5,8 баллов из 10 соответственно. Команда «Electronic Gaming Monthly» из пяти рецензентов поставила версии Super NES 5,8 из 10. Версия Genesis была удостоена награды «Самая кровавая игра 1993 года» по версии журнала «Electronic Gaming Monthly».